# Cerastis umbrata
Cerastis umbrata är en fjärilsart som beskrevs av Feichenberger 1962. Cerastis umbrata ingår i släktet Cerastis och familjen nattflyn. Inga underarter finns listade i Catalogue of Life.